# قمة القلب
تقع قمة القلب في أقصى طبقة سطحية وسفلى من القلب. وتكون متجهة للأمام و للأسفل وللجهة اليسرى.

## التشريح الخارجي
تقع قمة القلب خلف المسافة بين الضلعية الخامسة في الجهة اليسرى من القفص الصدري، أي 8 - 9 سنتيمتر من منتصف عظمة القص، تقريباً على خط الواصل لمنتصف الترقوة.
كما يمكن تحديد مكان القمة بقياس 4 سنتيمتر تحت الحلمة اليسرى.